# Muur van Kigali
De Muur van Kigali (officiële naam: Kwa Mutwe) is een, deels met kasseien bedekte, helling en straat in de Rwandese hoofdstad Kigali. 

## Wielrennen
In 2018 werd de Muur voor het eerst opgenomen in de route van de Ronde van Rwanda: in de finale van de laatste rit moest de helling tweemaal worden beklommen. De eerste maal kwam de Keniaan  Joseph Gichora Kamau als eerste boven, de tweede keer Mulu Hailemichael. In zowel 2020 als 2021 moest de helling worden beklommen in een tijdrit. Beide ritten werden gewonnen door Jhonatan Restrepo.
Het wereldkampioenschap zal in 2025 worden gehouden in Rwanda, met de Muur van Kigali als mogelijke scherprechter.